# انفجار بولسار
انفجار بولسار (GRO J1744-28) هو كتلة منخفضة من ثنائي أشعة إكس مع فترة 11.8 يوما. وقد اكتشف في ديسمبر 1995 من قبل الانفجار وتجربة عابر المصدر على مرصد كومبتون لأشعة غاما، والثانية من برنامج المراصد الكبرى.
وهو النجم النباض الفريد من حيث أنه يحتوي على «طور انفجار» حيث تصدر أشعة غاما والأشعة السينية في ذروتها عند حوالي 20 انفجار في الساعة بعدها يتناقص تردد الانفجارات ويدخل النجم النباض في مرحلة هادئة. بعد بضعة أشهر، تعود النوبات مرة أخرى، ولكن ليس بشكل منتظم.
انفجار نجم بولسار هو الوحيد المعروف بنباض الأشعة السينية التي هي أيضا من النوع II مفجر الأشعة السينية
.